# Michele Gismondi
Michele Gismondi (Montegranaro, 11 de junio de 1931 - Montegranaro, 4 de septiembre de 2013) en la misma ciudad, fue un ciclista italiano, profesional entre 1952 y 1960.

## Palmarés
1955
- 2 etapas de la Roma-Nápoles-Roma

1957
- 1 etapa de la Roma-Nápoles-Roma

1959
- Coppa Agostoni
- 2.º en el Campeonato Mundial en Ruta

## Resultados en las grandes vueltas
| Carrera         | 1952 | 1953 | 1954 | 1955 | 1956 | 1957 | 1958 | 1959 | 1960 |
| --------------- | ---- | ---- | ---- | ---- | ---- | ---- | ---- | ---- | ---- |
| Giro de Italia  | -    | 38.º | 20.º | 13.º | -    | -    | 66.º | 16.º | 24.º |
| Tour de Francia | -    | -    | -    | -    | -    | -    | -    | 30.º | -    |
| Vuelta a España | -    | -    | -    | -    | -    | -    | -    | -    | -    |
| Mundial en Ruta | -    | '4º' | '4º' | -    | -    | -    | -    | '2º' | -    |